# Giuseppe Zamboni
Giuseppe Zamboni (Negrar 1 de junio de 1776 – Verona 25 de julio de 1846) fue un sacerdote y físico italiano que inventó la pila de Zamboni, una precoz batería eléctrica similar a la pila voltaica.

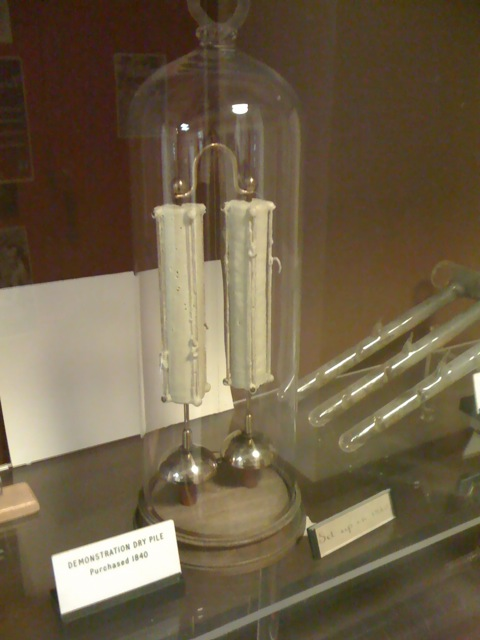
El experimento Oxford Electric Bell en diciembre de 2009.

## Biografía
Zamboni nació en Venecia o Negrar (dependiendo la fuente) en junio de 1776. Tras finalizar sus estudios en el seminario de Verona, el abad fue elegido para impartir la cátedra de física en el liceo de la ciudad.
Zamboni es conocido entre los estudiantes de física por mejorar la pila seca (una pila eléctrica que no usa electrolitos), que él mismo inventó en 1812. Esta consiste en un número de discos de papel revestidos con hojas de zinc por un lado y dióxido de manganeso por el otro; la humedad del papel sirve como conductor.
Prensando un gran número de estos discos dentro de un tubo de vidrio, se obtiene una fuerza electromotriz suficiente para desviar las hojas de un electroscopio. Zamboni ideó también un dispositivo que se denominó reloj electroestático. Al acercar las perillas terminales de cada columna y suspendiendo entre ambas una pequeña bola de latón esta oscila entre ambas perillas de forma similar a un péndulo.
En el experimento de la Oxford Electric Bell del laboratorio Clarendon en la Universidad de Oxford, los terminales de la supuesta pila están rematados por campanillas, las cuales llevan sonando prácticamente sin interrupción desde que el dispositivo fue instalado en 1840. Sin embargo, la pila de Zamboni no es el hipotético dispositivo del movimiento perpetuo: como toda acción, al final cesará cuando el zinc se oxide totalmente o el manganeso se agote.

## Escritos
Entre las obras de Zamboni se encuentran:
- Della pila elettrica a secco (Venecia, 1812)
- L'elettromotore perpetuo (Venecia, 1820)
- Descrizione d'un nuovo galvanometro (Venecia, 1833)